# Callistethus palawensis
Callistethus palawensis är en skalbaggsart som beskrevs av Yuiti Wada 1998. Callistethus palawensis ingår i släktet Callistethus och familjen Rutelidae. Inga underarter finns listade.